# Universal Fighting System
Universal Fighting System (UFS) es un juego de cartas coleccionables diseñado por Jasco Games.
Las partidas de UFS representan una lucha entre dos personajes en combate mano-a-mano. Los personajes se toman de propiedades originales así como una cantidad de otros incluidos bajo licencia, como aquellos de Mega Man, Street Fighter, The King of Fighters XIII y Darkstalkers. Las expansiones son compatibles entrecruzadas – cartas de licencias múltiples pueden ser incluidas en el mismo mazo, y los personajes de universos diferentes pueden enfrentarse el uno al otro en una partida.

## Jugabilidad
Los jugadores empiezan una partida de Universal Fighting System con una carta de personaje en juego. Este es el personaje que han escogido para luchar. El personaje de un jugador determina la cantidad de cartas en mano, su vitalidad inicial, y concede capacidades únicas con base en las que un maso específico esta típicamente construido para hacer uso. El objetivo primario del juego es reducir la vitalidad del adversario a 0.
Diferente la mayoría de los otros juegos de cartas coleccionables, una partida de UFS no implica a otros monstruos o criaturas. El daño es infligido al jugar cartas de ataque, las cuales el adversario tendrá una oportunidad para tratar de bloquear con una carta de su mano. Un ataque tiene propiedades diferentes como velocidad (que tan difícil resultará de bloquear), el daño que inflige, y una zona que el bloqueo del adversario tiene que igualar para parar todo del daño. Los ataques también tienen varias capacidades en sí mismos, y pueden ser potenciados por capacidades presentes en otras cartas.
Una segunda desviación principal de otros juegos de cartas coleccionables es que el sistema de costos en UFS no es estático. Para jugar una carta, los jugadores tienen que pasar lo que se denomina como 'control check' (chequeo de control). Esto acarrea descartar la carta superior del mazo propio, y comparar su valor de 'control' (ubicado en la esquina inferior derecha) contra la dificultad de la carta que se está intentando jugar. Si el valor de control es más grande que o igual a la dificultad necesaria, la carta es jugada sin ningún costo. En el caso contrario, el jugador tiene que hacer 'commit' (encomendar; voltear de costado) una cantidad de cartas 'foundation' (fundación; el segundo tipo de cartas más importante) igual a la cantidad de la diferencia, o si no la carta fallará en ser jugada correctamente y es descartada.
Durante un turno, a cada carta que se intenta usar se le suma +1 dificultad por cada carta anterior a esta, y el jugador en turno puede continuar probando jugar sus cartas hasta que uno de estos intentos falle (fallar al tratar de jugar una carta termina el turno). Por lo tanto, el costo de jugar una carta puede variar de cero a varios recursos, dependiendo de cuándo se la juega durante un turno específico y el valor del chequeo de control.
Los jugadores roban cartas del mazo en el inicio de cada turno hasta obtener la cantidad límite para la mano de cartas  especificada en su carta de personaje, así que el turno típico de UFS implica alrededor tres a cinco cartas jugadas por el jugador en turno, más cierta cantidad de bloqueos realizados por el adversario si las cartas de ataque estuvieron jugadas correctamente.
Entre la cantidad total de cartas jugadas (de las cuales casi todas tienen al menos una o dos habilidades), las decisiones riesgo-recompensa inherentes en el sistema de chequeo del control, y la naturaleza desconocida de qué bloqueos o ataques el adversario podría tener, UFS es más elevado en complejidad que la mayoría otros juegos de cartas coleccionables, y el equilibrio destreza-suerte se inclina más fuertemente hacia la destreza.

### Construcción del mazo
Universal Fighting System tiene formatos múltiples; existe el estándar, turbo, extendido, legado, draft y sellado.
Un mazo de UFS para los formatos estándar, extendido y legado consta de un mínimo de 60 cartas (incluyendo a la del personaje), y no más de cuatro copias de cada carta puede incluirse en un mazo. Debido la gran cantidad de las cartas que se roban del mazo durante una partida típica,  es común para los mazos superen el mínimo de 60 cartas para aumentar la variedad de las cartas disponibles. Para el formato turbo, un mazo consta de exactamente 41 cartas (incluyendo a la del personaje) con la misma restricción de no más de cuatro copias de una misma carta. Los formatos draft y sellado es un entorno de juego donde la piscina de cartas para construir un mazo se toman de un set aleatorio de sobres de expansión. La cantidad mínima del mazo para los formatos draft y sellado es el mismo que para el formato turbo, excepto que un mazo puede tener más de cuatro copias de una misma carta. 
La construcción de mazos en UFS está restringido por el sistema de símbolo de recursos. Cada carta típicamente tiene tres símbolos encima, representando varios elementos o conceptos. Cuándo se juega una carta durante un turno, debe haber un símbolo específico en cada carta que sea jugada, y también en la carta de personaje del jugador. Por tanto,  es normal durante la construcción de un mazo escoger un símbolo en la carta de personaje, e incluir en el mazo únicamente cartas que tengan este símbolo elegido.

### Tipos de cartas
Hay cinco tipos de cartas diferentes en UFS, indicados por el color de su borde y otros rasgos:
- Personaje (Character) – Una carta que representa al combatiente que el jugador está usando para luchar. Esta es la pieza central de un mazo.
- Ataque (Attack) – Las cartas de ataque tienen un borde naranja. Representan puñetazos, patadas, golpes de armas, y otros movimientos usados para infligir daño al adversario.
- Fundación (Foundation) – Las cartas de fundación tienen un borde gris. Representan el entrenamiento y trasfondo de un personaje, y es el recurso primario utilizado para ayudar a jugar carta de manera exitosa.
- Ventaja (Asset) – Las cartas de ventaja tienen un borde verde. Representan ubicaciones u objetos, y proporcionan habilidades más poderosas que aquellas presentes en las cartas de fundaciones.
- Acción (Action) – Las cartas de acción tienen un borde azul. Representan varias maniobras y generan efectos a ser jugadas, permitiendo al jugador utilizar habilidades que se mantuvieron en secreto en su mano de cartas.

## Sets de cartas y productos
Cada licencia individual tiene una abreviatura utilizada en el número de set para indicar a qué universo pertenece dicho set. Estas abreviaturas son:
- PA – Penny Arcade
- SF – Street Fighter
- SC – Soulcalibur III
- SNK – SNK Playmore (KOF: Maximun Impact 2 y Samurai Shodown V)
- DS – Darkstalkers
- WH – Warhammer Online: Age of Reckoning
- SW – ShadoWar (propiedad original)
- SCIV – Soulcalibur IV
- T6 – Tekken 6
- RH – Red Horizont (propiedad original)
- KoF – The King  of Fighters XIII
- MM – Mega Man
- IN – World of Indines
- CPS – Capcom Platinum Series
- MK – Mortal Kombat
- CB – Cowboy Bebop

Bajo el sello Sabertooth Games y más temprano anteriormente encima bajo Fantasy Flight Games, los sets fueron publicados muy rápidamente, y estuvieron balanceados de manera muy pobre. La frecuencia de publicación fue retrasada por Fantasy Flight Games en 2009. En el principio de su periodo bajo el sello editorial Jasco Games, las publicaciones de Universal Fighting System fueron lentas debido a inconvenientes de imprenta y la construcción progresiva de esta compañía nueva, pero recientemente han regresado a publicar un set nuevo cada tres o cinco meses.
| ID y nombre del set                     | Fecha de publicación | Editor               | Precio del set | Personajes del mazo de inicio                                      | Personajes de los sobres de expansión |
| --------------------------------------- | -------------------- | -------------------- | -------------- | ------------------------------------------------------------------ | --- |
| PA: Penny Arcade Battle Box             | Febrero, 2006        | Sabertooth Games     | 45             | Gabe, Tycho                                                        | (ninguno; set no aleatorio) |
| SF01: Street Fighter                    | Abril, 2006          | Sabertooth Games     | 143            | Chun Li, Dhalsim, Ken, Ryu                                         | Chun Li, Dhalsim, Ken, Ryu, Sagat, Zangief |
| SC01: Soulcalibur III                   | Abril, 2006          | Sabertooth Games     | 143            | Astaroth, Nightmare, Taki, Voldo                                   | Astaroth, Cassandra Alexandra, Heishiro Mitsurugi, Nightmare, Taki, Voldo                                                                                       |
| SF02: World Warriors                    | Julio, 2006          | Sabertooth Games     | 126            | (ninguno; solo en sobres de expansión)                             | Balrog, Blanka, E. Honda, Guile, M. Bison, Vega |
| SC02: A Tale of Swords & Souls          | Julio, 2006          | Sabertooth Games     | 126            | (ninguno; solo en sobres de expansión)                             | Ivy Valentine, Kilik, Raphael Sorel, Setsuka, Tira, Zasalamel                                                                                                   |
| SCBP: Siegfried vs. Sophitia Battle Box | Noviembre, 2006      | Sabertooth Games     | 44             | Siegfried Schtauffen, Sophitia Alexandra                           | (ninguno; set no aleatorio) |
| SF03: The Next Level                    | Diciembre, 2006      | Sabertooth Games     | 90             | (ninguno; solo en sobres de expansión)                             | Akuma, Cammy, Dudley, Fei Long |
| SNK01: SNK Playmore                     | Diciembre, 2006      | Sabertooth Games     | 144            | Haohmaru, Mai Shiranui, Terry Bogard, Ukyo Tachibana               | Alba Meira, Athena Asamiya, Charlotte, Galford, Gaira Caffeine, Hanzo Hattori, Iori Yagami, Kyo Kusanagi, Lien Neville, Nagase, Nakoruru, Yoshitora Tokugawa    |
| SF04: The Dark Path                     | Febrero, 2007        | Sabertooth Games     | 144            | Chun-Li, Ryu, T. Hawk, Twelve                                      | Adon, Charlie, Chun-Li, Rose, Ryu, Sakura, T. Hawk, Twelve |
| SC03: Soul Arena                        | Febrero, 2007        | Sabertooth Games     | 144            | Abyss, Cervantes de Leon, Lizardman, Yoshimitsu                    | Abyss, Cervantes de Leon, Lizardman, Mitsurugi, Taki, Talim, Nathaniel "Rock" Adams, Yoshimitsu                                                                 |
| SF05: Extreme Rivals                    | Mayo, 2007           | Sabertooth Games     | 90             | (ninguno; solo en sobres de expansión)                             | Cody, Dee Jay, Ibuki, Ken, R. Mika |
| SC04: Blades of Fury                    | Mayo, 2007           | Sabertooth Games     | 90             | (ninguno; solo en sobres de expansión)                             | Maxi, Nightmare, Tira, Chai Xianghua, Yun-seong |
| SFBP: Ryu vs. Akuma Battle Pack         | Julio, 2007          | Sabertooth Games     | 44             | Akuma, Ryu                                                         | (ninguno; set no aleatorio) |
| SC05: Higher Calibur                    | Agosto, 2007         | Sabertooth Games     | 99             | (ninguno; solo en sobres de expansión)                             | Astaroth, Cassandra Alexandra, Cervantes de Leon, Ivy Valentine, Seong Mi-na, Voldo                                                                             |
| SNK02: Fortune & Glory                  | Agosto, 2007         | Sabertooth Games     | 99             | (ninguno; solo en sobres de expansión)                             | Billy Kane, Genjuro Kibagami, Jubei, K', Luise Meyrink, Mai Shiranui, Nightmare Geese, Sankuro Yorozu, Seth, Tam Tam, Ukyo Tachibana                            |
| SF06: Fight for the Future              | Noviembre, 2007      | Sabertooth Games     | 99             | (ninguno; solo en sobres de expansión)                             | Alex, Cammy, Chun-Li, Dhalsim, Gen, Gill, Guile |
| DS01: Darkstalkers                      | Noviembre, 2007      | Sabertooth Games     | 126            | (ninguno; solo en sobres de expansión)                             | B.B. Hood, Bishamon, Demitri, Donovan, Felicia, J. Talbain, Lilith, Lord Raptor, Morrigan, Pyron, Q-Bee, Rikuo, Sasquatch, Victor                               |
| SF07: Domination                        | Febrero, 2008        | Sabertooth Games     | 144            | Akuma, Ken, Sagat, Sakura                                          | Blanka, Dan, Guy, Karin, M. Bison, Ryu, Sean, Yang, Yun, Zangief                                                                                                |
| SNK03: The Cutting Edge                 | Febrero, 2008        | Sabertooth Games     | 144            | Haohmaru, Mai Shiranui, Rock Howard, Yoshitora Tokugawa            | B. Jenet, Galford, Iori Yagami, Kula Diamond, Kyo Kusanagi, Kyoshiro Senryo, Nagase, Ninon Beart, Rera, Yumeji Kurokouchi,                                      |
| SF08: Deadly Ground                     | Junio, 2008          | Fantasy Flight Games | 99             | (ninguno; solo en sobres de expansión)                             | Adon, Cammy, Charlie, E. Honda, Fei Long, Ibuki, Juli, Juni, Makoto, Rose, Vega                                                                                 |
| DS02: Realm of Midnight                 | Junio, 2008          | Fantasy Flight Games | 99             | (ninguno; solo en sobres de expansión)                             | Anakaris, Bishamon, Demitri, Donovan, Felicia, Hsien-Ko, Huitzil, J. Talbain, Jedah, Morrigan, Victor                                                           |
| WH: Warhammer Online                    | Septiembre, 2008     | Fantasy Flight Games | 54             | Karl Franz, Tchar'zanek                                            | (ninguno; set no aleatorio) |
| SC06: Flash of the Blades               | Septiembre, 2008     | Fantasy Flight Games | 99             | (ninguno; solo en sobres de expansión)                             | Kilik, Lizardman, Heishiro Mitsurugi, Raphael Sorel, Seong Mi-na, Setsuka, Siegfried Schtauffen, Sophitia Alexandra, Taki, Talim, Zasalamel                     |
| SNK04: The King of Fighters 2006        | Septiembre, 2008     | Fantasy Flight Games | 99             | (ninguno; solo en sobres de expansión)                             | Alba Meira, Chae Lim, Fiolina "Fio" Germi, Hanzo Hattori, Jivatma, Leona, Maxima, Mignon Beart, Soiree Miera, Terry Bogard, Yuri Sakazaki                       |
| SF09: Warrior's Dream                   | Diciembre, 2008      | Fantasy Flight Games | 99             | (ninguno; solo en sobres de expansión)                             | Alex, Balrog, Chun Li, Dhalsim, Elena, Guile, Hugo, M. Bison, R. Mika, Remy, T. Hawk                                                                            |
| SNK05: Flames of Fame                   | Diciembre, 2008      | Fantasy Flight Games | 99             | (ninguno; solo en sobres de expansión)                             | Basara Kubikiri, Billy Kane, Gaira Caffeine, Kazuki Kazama, Kim Kaphwan, Nakoruru, Nightmare Geese, Ralf Jones, Rock Howard, Sogetsu Kazama, Terry Bogard       |
| SCIV01: Soulcalibur IV                  | Abril, 2009          | Fantasy Flight Games | 144            | Cervantes de Leon, Ivy Valentine, Nightmare, Siegfried Schtauffen  | Algol, Astaroth, Hildegard von Krone, Tira |
| SW01: ShadoWar                          | Abril, 2009          | Fantasy Flight Games | 144            | Astrid, Ragnar, Yi Shan, Zi Mei                                    | Lu Chen, Rashotep, Temujin, Zhao Daiyu |
| T601 - Tekken 6                         | Agosto, 2009         | Fantasy Flight Games | 99             | (ninguno; solo en sobres de expansión)                             | Christie Montiero, Kazuya Mishima, King, Nina Williams, Paul Phoenix                                                                                            |
| SCIV02: Quest of Souls                  | Noviembre, 2009      | Fantasy Flight Games | 99             | (ninguno; solo en sobres de expansión)                             | Amy Sorel, Heishiro Mitsurugi, Taki, Yoshimitsu, Chai Xianghua                                                                                                  |
| RH01: Red Horizon                       | Diciembre, 2010      | Jasco Games          | 99             | (ninguno; solo en sobres de expansión)                             | Eva, Kaden, Lily, Miska, Nehtali, Reese |
| RH02: Tides of Vengeance                | Febrero, 2012        | Jasco Games          | 176            | Nehtali, Satoshi, Vincent Grey, Vespera                            | Alice, Allahra, Gabrek, Kaden, Omniel, Syrithe Super Skull Man 33, Zoey                                                                                         |
| KoF01: King of Fighters XIII Prize Set  | Agosto, 2012         | Jasco Games          | 40             | (ninguno; solo en sobres de expansión)                             | Clark, Mature, Mr. Karate, Saiki, Shen Woo, Vice |
| KoF02: King of Fighters XIII            | Julio, 2013          | Jasco Games          | 108            | (ninguno; solo en sobres de expansión)                             | Andy Bogard, Joe Higashi, Terry Bogard, Clark, Leona, Ralf Jones, King, Mai Shiranui, Yuri Sakazaki, Iori Yagami, Mature, Vice                                  |
| KOF03: Ruler of Time                    | Octubre, 2013        | Jasco Games          | 108            | (ninguno; solo en sobre de expansión)                              | Benimaru Nikaido, Duo Lon, Elisabeth, Goro Daimon, Hwa, K′, Kim Kaphwan, Kula Diamond, Maxima, Raiden, Shen Woo                                                 |
| KOF04: NeoMax                           | Enero, 2014          | Jasco Games          | 108            | (ninguno; solo en sobre de expansión)                              | Ash Crimson, Athena Asamiya, Chin, Iori Yagami, K′, Kyo, Mai Shiranui, Robert Garcia, Ryo Sakazaki, Sie, Takuma Sakazaki, Terry Bogard                          |
| MM01: Mega Man Collector's Tins         | Abril, 2014          | Jasco Games          | 75             | Mega Man, Proto Man                                                | Bomb Man, Cut Man, Elec Man, Fire Man, Guts Man, Ice Man |
| DS01: Darkstalkers Collector's Tins     | Septiembre, 2014     | Jasco Games          | 77             | Lilith, Morrigan                                                   | Anakaris, Donovan, Huitzil, Q-Bee, Sasquatch, Victor |
| MM02: Rise of the Masters               | Abril, 2015          | Jasco Games          | 144            | Mega Man, Dr. Wily                                                 | Air Man, Crash Man, Dr. Cossack, Gemini Man, Magnet Man, Metal Man, Pharaoh Man, Proto Man, Quick Man, Ring Man, Skull Man, Snake Man                           |
| DS02: Warriors of the Night             | Julio, 2015          | Jasco Games          | 144            | Felicia, J. Talbain                                                | B.B. Hood, Bishamon, Demitri, Felicia, Hsien-Ko, J. Talbain, Jedah, Lord Raptor                                                                                 |
| IN01: World of Indines                  | Mayo, 2016           | Jasco Games          | 99             | Eligor, Runika, Hikaru, Cadenza, Khadath, Cherri, Shektur, Tatsumi | (ninguno; set no aleatorio) |
| MM03: Battle for Power                  | Agosto, 2016         | Jasco Games          | 108            | (ninguno; solo en sobres de expansión)                             | Bass, Dr. Wily, Gyro Man, Knight Man, Mega Man, Napalm Man, Slash Man, Sword Man, Tengu Man, Tomahawk Man, Turbo Man, Yamato Man                                |
| RH03: Blood Omen                        | Noviembre, 2016      | Jasco Games          | 162            | (ninguno; solo en sobres de expansión)                             | Alice, Bælkhor, Gabrek, Heidi, Lily, Mei Lien, Miska, Morathi, Nehtali, Reese, Sasha, Satoshi, Sevastian, Ulrik, Vincent Grey                                   |
| SF01: Street Fighter                    | Junio, 2017          | Jasco Games          | 189            | Ryu, Chun-Li                                                       | Akuma, Balrog, Blanka, Cammy, Dee Jay, Dhalsim, E. Honda, Fei Long, Guile, Juri, Ken, M. Bison, Sagat, Sakura Kasugano, T. Hawk, Vega, Zangief                  |
| CPS01: Capcom Platinum Series           | Noviembre, 2017      | Jasco Games          | 246            | (ninguno; solo en sobres de expansión - todas las cartas son foil) | Bubble Man, Drill Man, Plant Man, Shadow Man, Sheep Man, Splash Woman, Stone Man, Wood Man, Demitri, Gemini Man, Huitzil, Napalm Man, Skull Man                 |
| CB01: Cowboy Bebop                      | Enero, 2018          | Jasco Games          | 145            | Spike, Vicious                                                     | Asimov y Katerina, Edward y Ein, Faye, Jet, Mad Pierrot, Spike, Twinkle Murdock                                                                                 |
| MK01: Mortal Kombat X                   | Julio, 2018          | 189                  | TBA            | Sub-Zero, Scorpion                                                 | Cassie Cage, D'Vorah, Ermac, Erron Black, Goro, Jacqui Briggs, Johnny Cage, Kitana, Kotal Kahn, Kung Jin, Liu Kang, Mileena, Quan Chi, Raiden, Reptile, Takeda. |
| SFDS01: Street Fighter vs Darkstalkers  | TBA                  | Jasco Games          | TBA            | TBA                                                                | TBA |

### Rareza de cartas y distribución
Cada carta tiene información de su rareza imprimida a lo largo del borde inferior para indicar qué tan común  es.  La rareza era anteriormente denotada por la cantidad de los puntos pequeños que aparecen en el fondo de la carta, acorde a la leyenda siguiente. Más recientemente, los puntos han sido reemplazados por la letra relevante.
| • o C              | Común (Common)                                                         |
| •• o UC            | Poco común (Uncommon)                                                  |
| ••• (no-foil) o SE | Exclusiva de mazos de inicio (Starter Deck Exclusive)                  |
| ••• (foil) o R     | Rara (Rare)                                                            |
| •••• o UR          | Ultra Rara (Ultra Rare) o Promocional (Promotional); (sólo con puntos) |
| P                  | Promocional (Promotional)                                              |
| ~                  | Reimpresión (Reprint); (solo en Battle Packs)                          |

Los mazos de inicio editados de bajo el sello editorial Jasco Games tienen cartas fijas, con alrededor de la mitad del mazo siendo compuesto por cartas 'exclusivas de mazos de inicio' que no aparecen los sobres de expansión.
En cada sobre de expansión de diez cartas,  hay seis cartas comunes y tres cartas poco comunes, con la carta restante siendo de cualquier rareza entre carta raro o carta ultra rara. Aproximadamente uno de cada cuatro contiene contiene una carta ultra rara.
Todos las cartas raras y cartas ultra raras eran foil hasta el set de expansión sobre el videojuego Tekken 6, cuándo esta práctica de impresión se detuvo. Las cartas foil regresaron con la publicación del set sobre el videojuego The King of Fighters XIII, con todas las cartas ultra raras siendo foil desde entonces, y con la publicación MM02: Rise of the Masters todas las cartas raras también han sido foil.

### Rotación de sets
Como ocurre con la mayoría de los juegos de cartas coleccionables, Universal Fighting System rota fuera a sets de su formato estándar para mantenerlo fresco y para evitar que se requiera a los jugadores nuevos tener que conseguir muchas cartas de las expansiones más viejas. Típicamente, un set de UFS será legal en el formato estándar por aproximadamente tres años. Los sets son rotados en un set principal a la vez con cada publicación nueva.
Los sets legales  actuales en el formato estándar son:
- KoF03: Ruler of Time
- KoF04: NeoMax
- MM01: Mega Man Collector's Tins
- DS01: Darkstalkers Collector's Tins
- MM02: Rise of the Masters
- DS02: Warriors of the Night
- INO01: World of Indines
- Tri Swords Promos
- Champion III Promos
- MM03: Battle for Power
- RH03: Blood Omen
- SF01: Street Fighter
- Champion IV Promos

Los sets legales actuales legales en el formato turbo son:
- INO01: World of Indines
- MM03: Batalla for Power
- RH03: Blood Omen
- SF01: Street Fighter

## Juego organizado
Universal Fighting System organiza Campeonatos Nacionales para EE. UU. y Reino Unido cada año, y en algunos años uno en Canadá. También existe un Campeonatos Mundial de UFS celebrado cada año en Las Vegas.
Aparte de estos eventos,  hay un segundo tier de eventos importantes llamados PTC (Pro Tour Circuit). A pesar del nombre, estos eventos (así como los Campeonatos Nacionales y Mundiales) no requieren cualificación – cualquiera con un mazo legal puede ingresar.
Los PTCs se organizan esporádicamente durante el año en varias ubicaciones, típicamente tiendas de hobby locales que tengan algunos de las bases de jugadores más grandes de UFS. El premio para un PTC es un vale de avión para usarse en un viaje al Campeonato Nacional o Mundial.
Aparte del formato estándar, formatos como Estándar de Equipos (3-vs-3), Extendido (cartas de 2008, y más tarde 2009 en adelante) y Legado (todos los  sets existentes) se han celebrado en grados variables a nivel del Campeonato Nacional y Mundial .
El formato legado se mantuvo de 2010 a hasta inicios de 2014, pero ha sido abandonado debido a constreñimientos de tiempo y la barrera extrema para entrar. El formato extendido (permitiendo cartas de 2008 en adelante) se mantuvo en los Campeonatos Mundiales en 2010 y 2011, pero fue abandonado debido a ser una experiencia de juego increíblemente negativa. Se espera que sea regresedo en algún momento.
Empezando con el set del videojuego The King of Fighters XIII, los sets de UFS han sido estructurados para permitir que el formato draf sea un formato factible. Los jugadores hacen drafting utilizando seis sobres, y arman mazos de 40 cartas. Después del drafting,  pueden seleccionar cualquier carta de personaje del set para utilizar como su personaje inicial. La única regla de juego especial es que las cartas mulligans son barajadas en el mazo, y sólo tres cartas son removidas del juego al ciclar.

### The Coolest Prize in Gaming
Como premio para sus Campeonatos Nacionales y Mundiales, Universal Fighting System ofrece lo que llaman 'The Coolest Prize in Gaming'. El ganador consigue ser convertido en una carta de personaje de promoción legal del torneo, en la cual tienen participación personal para asistir en diseñarla.
Los campeones del formato Estándar de Equipo reciben tarjetas de ventaja (asset), mientras que los ganadores del formato Legado y Extendido reciben cartas de fundación (foundation) y cartas de acción (acción) respectivamente. Estos dos últimos formatos no siempre han tenido soporte. Las mesas siguientes listan los ganadores del varios eventos del formato Estándar y Estándar de Equipos:
| Año  | Campeón Nacional Canadiense | Campeón Nacional de Reino Unido | Campeón Nacional de EE. UU. | Campeón Mundial |
| ---- | --------------------------- | ------------------------------- | --------------------------- | --------------- |
| 2006 | (no se celebró)             | (no se celebró)                 | Wes "Flawless" Victory      | Matt Kohls      |
| 2007 | Jacky Tang                  | Scott Mence                     | James Hata                  | Andrew Olexa    |
| 2008 | Jonathan Herr               | JJ                              | Omar Chavez                 | James Hata      |
| 2009 | Kirk Polka                  | Joe Hill                        | Mike Lowe                   | Paul Bittner    |
| 2010 | (no se celebró)             | (no se celebró)                 | Ben Shoemaker               | Andrew Olexa    |
| 2011 | (no se celebró)             | Jack Lambourne                  | (no se celebró)             | Keenan Meadows  |
| 2012 | Phil Birch                  | Mike Hardiman                   | Garett Brett                | Paul Bittner    |
| 2013 | Kevin Broberg               | Garett Brett                    | Tim Keefe                   | Jeremy Ray      |
| 2014 | (no se celebró)             | Garett Brett                    | Dave Wagoner                | Keith Disbro    |
| 2015 | (no se celebró)             | Garett Brett                    | Ben Shoemaker               | Garett Brett    |
| 2016 | (no se celebró)             | Grant Padley                    | Phil Birch                  | Garett Brett    |
| 2017 | (no se celebró)             | Kevin Broberg                   | Daniel Hughes               | Tim Keefe       |

| Año  | Campeones de Equipo del Nacional Canadiense | Campeones de Equipo del Nacional de Reino Unido | Campeones de Equipo del Nacional de EE. UU. | Campeones de Equipo del Mundial            |
| ---- | ------------------------------------------- | ----------------------------------------------- | ------------------------------------------- | ------------------------------------------ |
| 2007 | (no se celebró)                             | Pigeon Games                                    | Fantasy Shop                                | Kings Games                                |
| 2008 | (no se celebró)                             | Patriot Games                                   | Voltron Kitten Force                        | Voltron Kitten Force                       |
| 2009 | (no se celebró)                             | (no se celebró)                                 | UFS House                                   | UFS House                                  |
| 2010 | (no se celebró)                             | (no se celebró)                                 | Zealot Rush                                 | (no se celebró)                            |
| 2011 | (no se celebró)                             | Team Traybake                                   | (no se celebró)                             | Lion Stance                                |
| 2012 | Millenium Games and Hobbies                 | Team Traybake                                   | Nailed It!!!                                | Surprise! It's the Boss                    |
| 2013 | (no se celebró)                             | Team Clark n' B*tches                           | Voltron Kitten Force                        | Voltron Kitten Force                       |
| 2014 | (no se celebró)                             | Squishy Wizards                                 | Lion Stance                                 | Team Tapout                                |
| 2015 | (no se celebró)                             | TBD                                             | Rochester CCG                               | Lion Stance                                |
| 2016 | (no se celebró)                             | Team 2 Chumps & Dave                            | Caught Rod Handed                           | Rochester CCG Presents: Canadian Heel Turn |
| 2017 | (no se celebró)                             | Team The PG Beard, The Baddie and The Big Guy   | Team Fiddlestix                             | Black Bear Diner                           |
| 2018 | (no se celebró)                             | Mike Hardiman                                   | Barrett Bryant                              | Tim Keefe                                  |